# محصل مالیات
محصل مالیات یا خراج گیر فردی است که مالیات‌های پرداخت نشده را از افراد یا شرکت‌ها جمع‌آوری می‌کند. محصلین مالیات معمولاً در ادبیات داستانی به شکل چهره‌ای منفی و شیطانی و در دوران امروزی به صورت وکیل تصویر شده‌اند.

محصل مالیات در حال انجام وظیفه - تصویرسازی هنری هالیدی در کتاب شکار جانور شگفت‌انگیز (۱۸۷۶) اثر لوئیس کارول.

## محصل‌های مالیات در تاریخ

### محصل‌های مالیات در انجیل
واژه "محصل مالیات" که به آن‌ها "پابلیکن" نیز گفته می‌شود بارها در کتاب مقدس (به ویژه در عهد جدید) آورده شده‌است. آن‌ها به دلیل حرص و طمع و همکاری با اشغالگران رومی؛ توسط یهودیان پیرو عیسی مورد ناسزا گویی قرار گرفتند. محصل‌های مالیات، ثروت شخصی خود را با جمع‌آوری مالیات، بیشتر از مطالبه رومیان و نگهداری مقدار تفاوت نزد خود بدست می‌آوردند. آن‌ها برای مالیات‌گیرها کار می‌کردند. در انجیل لوقا، عیسی با یک محصل مالیات به نام زکا همدردی می‌کند. این کار باعث خشم جمع حاضر می‌شود که عیسی می‌گوید ترجیح می‌دهد مهمان یک گناه‌کار باشد تا یک فرد محترم یا درست‌کار. در انجیل لوقا از متی به عنوان محصل مالیات یاد شده‌است.

### دیگر محصل‌های مالیات در تاریخ
- ساموئل آدامز
- سایمون افلک
- جاکوب گائون

## بنگاه‌های محصل مالیات امروزی
بنگاه‌های خدمات درآمد ملی مانند بنگاه درآمد کانادا، خدمات درآمد داخلی در آمریکا، درآمد و گمرکات علیاحضرت در بریتانیا (که از ادغام اداره‌های درآمد داخلی و مالیات غیر مستقیم و گمرکات علیاحضرت پدید آمده)، و دفتر مالیات استرالیا نمونه بنگاه‌های محصل مالیات امرزی هستند.